# Веселка (хореографічний колектив)
«Веселка» — хореографічний колектив Лебединського центру позашкільної освіти Лебединської міської ради Сумської області. 
Наказом № 413 від 8.04.2016 року Міністерства освіти і науки України колективу «Веселка» присвоєно почесне звання «Зразковий художній колектив». «Веселка», яка об'єднає дітей віком від 6 до 17 років, є переможцем численних обласних, всеукраїнських та міжнародних  фестивалів-конкурсів, постійним учасником урочистих подій, міських свят.

## Історія
Танцювальний колектив був заснований у 1989 році. Його ініціатором, незамінним керівником вже 28 років є відмінник освіти України, талановитий педагог, хореограф Тетяна Литовченко. Указом Президента України від 4 березня 2016 року № 80 Тетяні Петрівні присвоєно звання «Заслужений працівник освіти України» за значний внесок у соціально-економічний, науково-технічний, культурно-освітній розвиток Української держави, зразкове виконання службового обов'язку та багаторічну сумлінну працю. Хореограф розвиває у своїх вихованців стійкий інтерес до систематичного фізичного вдосконалення, творчі здібності і таланти, виховує у молоді національну свідомість, любов до мистецтва, вольові якості та почуття відповідальності. Віддана справі свого життя Тетяна Петрівна має велику повагу й авторитет серед вихованців, колег та громади міста. Досвідченим акомпаніатором колективу є Валентин Володимирович Литовченко. Саме завдяки їхній тісній співдружності створюються яскраві хореографічні композиції, які вражають глядачів своєю професійною довершеністю.

## Нагороди
Учасники «Веселки» протягом 28 років стали дипломантами та лауреатами професійних конкурсів:
- Міжнародний фестиваль у Польщі Swojskich z potkaniach Folkloren, Поронінське артистичне літо 2014, Polsko-Ukrainskiej Wymianie Mlodziezy 2015 р.;
- Золоті та срібні призери Міжнародного конкурсу з хореографії «Megapolis» 2013 р., 2016 р.;
- Лауреати Міжнародного конкурсу «Золота рибка»;
- Золоті призери Всеукраїнського фестивалю хореографічного мистецтва «Планета» (Чернігів 2013 р.);
- І місце на Всеукраїнському відкритому фестивалі-конкурсі сучасного мистецтва «УКРАЇНА — єдина держава, велика РОДИНА»;
- І місце на Всеукраїнському фестивалі «Боромля»;
- III місце на Міжнародному фестивалі «Алегро Хортиці»;
- IV місце на Всеукраїнському фестивалі «Київ Best»;
- Володарі кубку губернатора обласного фестивалю «Денс фест — краса Сумщини» 2013 р., 2016 р.;
- Лауреати І премії VI Всеукраїнського фестивалю-конкурсу дитячого та молодіжного мистецтва 2015 р.;
- І місце на Всеукраїнському фестивалі-конкурсі «Тріумф Fest»;
- І місце на Міжнародному фестивалі-конкурсі «SUNFLOWER&EUROPEAN FESTIVAL»;
- І місце на Міжнародному конкурсі «Барвиста осінь».

## Обласні конкурси
Обласні конкурси: «Чарівний ключик», «Рожевий фламінго», «Віночок дружби», «Зоряні надії», «Перлина», «Поліські візерунки», «Танцювальний дивограй», «Чисті роси», «Різдвяний передзвін». 
У 2002 році колектив отримав звання — самодіяльний народний хореографічний колектив.
У 2016 році колектив отримав звання — зразковий художній колектив України.